# Йохан фон Лихтенберг
Йохан фон Лихтенберг (на немски: Johann von Lichtenberg; * 1300/1305; † 13 септември 1365) от фамилията на господарите на Лихтенберг, е от 1353 до смъртта си епископ на Страсбург.

## Произход и духовна кариера
Той е син на Йохан III фон Лихтенберг († 1271), фогт на Страсбург и Елзас, и съпругата му Матилда (Метца) фон Саарбрюкен († сл. 1322), дъщеря на граф Йохан I фон Саарбрюкен († 1341). Брат е на Симон (Симунд) († 23 юни 1380).  Роднина е на Конрад III († 1299), от 1273 г. епископ на Страсбург, и Фридрих I († 1306), от 1299 г. епископ на Страсбург.
Йохан фон Лихтенберг е имперски викарий на служба при Карл IV. В катедралния капител на Страсбург той е пропст, декан и кантор. Заместник е на Бертхолд фон Бухег († 25 ноември 1353). Катедралният капител го избира на 2 декември 1353 г. за епископ на Страсбург. Папа Инокентий VI го одобрява малко след това. Йоахан има добри отношения с град Страсбург. През 1354 г. той свиква църковен събор на диоцеза.
Йохан фон Лихтенберг купува ландграфството Долен Елзас от графовете на Йотинген и купува множество дворци и селища. Фридрих II фон Йотинген умира през 1357 г., неговият син Лудвиг XI фон Йотинген († 1370), ландграф в Елзас, продава през 1359 г. ландграфаската титла и цялата собственост на епископ Йохан от Страсбург. Той оставя графството Верд, южно от Страсбург, на следващите, заели поста му, а части от него дава като феод на членове на фамилията си, господарите на Лихтенберг. Епископите на Страсбург не вземат титлата ландграф. Към края на неговата служба по време на Стогодишната война Елзас е нападнат от английската войска.
Йохан е погребан в един страничен олтар в катедралата на Страсбург.